# Pokrzewka złowroga
Pokrzewka złowroga (Curruca subcoerulea) – gatunek małego ptaka z rodziny pokrzewek (Sylviidae). Występuje w południowej części Afryki (Angola, Namibia, Botswana, Zimbabwe, Suazi, Lesotho, Afryka Południowa). Nie jest zagrożony wyginięciem.

## Taksonomia
Po raz pierwszy gatunek opisał Louis Pierre Vieillot w 1817. Nowemu gatunkowi nadał nazwę Sylvia subcœrulea. Holotyp pochodził z okolic rzeki Gourits w Prowincji Przylądkowej Zachodniej, Afryka Południowa. Niektórzy autorzy włączali pokrzewkę złowrogą do rodzaju Parisoma w obrębie tymaliowatych, jednak morfologia, zachowanie, głos i badania mtDNA sugerują raczej rodzaj Sylvia. Nowsze badania genetyczne (Cai et al. 2019) potwierdziły zasadność wydzielenia rodzaju Curruca, do którego zaliczono też pokrzewkę złowrogą. Zmianę tę zaakceptował już Międzynarodowy Komitet Ornitologiczny, ale np. IUCN nadal umieszcza gatunek w rodzaju Sylvia. Choć w piśmiennictwie napotkać można na zapis epitetu gatunkowego subcaerulea, poprawnym epitetem, nadanym przez Vieillota, jest subcoerulea. IOC wyróżnia 4 podgatunki.

## Podgatunki i zasięg występowania
IOC wyróżnia następujące podgatunki:
- S. s. ansorgei (Zedlitz, 1921) – południowo-zachodnia i południowa Angola[5]
- S. s. cinerascens (Reichenow, 1902) – Namibia i Botswana[5]
- S. s. orpheana (Clancey, 1954) – zachodnie i centralne Zimbabwe, Południowa Afryka (zachodnia i centralna prowincja Limpopo na południe po Wolne Państwo, północna i centralna prowincja KwaZulu-Natal), południowe Suazi i nizinna część Lesotho[5]
- S. s. subcoerulea Vieillot, 1817 – zachodnia Południowa Afryka (na wschód po północno-zachodnie Wolne Państwo i Prowincję Przylądkową Wschodnią)[5].

## Morfologia
Długość ciała około 13,5 cm, masa ciała 14 g. Wierzch ciała w większości szary. Pokrywy skrzydłowe brązowe z szarymi krawędziami, pokrywy pierwszorzędowe czarne z białymi krawędziami. Lotki w większości brązowe. Sterówki czarne, jedynie zewnętrzne. Kantarek białawy. Pokrywy uszne szare, pokryte białymi pasami. Policzki, gardło oraz tylna część szyi białe, pokryte szarymi pasami. Pozostała część spodu ciała biała, z wyjątkiem szarych boków ciała oraz kasztanowych okolic kloaki i pokryw podogonowych. Dziób i nogi czarne, tęczówka jasna, niemal biała.

## Ekologia i zachowanie
Środowiskiem życia pokrzewek złowrogich są zarośla na sawannach w półpustynnych obszarach, m.in. w centralnej i południowej kotlinie Kalahari i w Karru. Przeważnie te ptaki spotykane są w parach lub pojedynczo. Nie rzucają się w oczy. Żywią się głównie owadami zbieranymi z gałęzi oraz owocami (Scutia myrtina, kolcowój Lycium).

### Lęgi
W Zimbabwe okres lęgowy trwa w październiku i listopadzie, w Botswanie i Namibii okres składania jaj trwa od września do maja. W obszarach półpustynnych lęgi są prawdopodobnie zależne od pojawiających się nieregularnie deszczów. Gniazdo ma formę kubeczka o cienkich ściankach zbudowanego z suchych traw, korzonków i aksamitnych fragmentów kory spojonych pajęczą siecią. Zniesienie liczy 2–4 jaja; obydwa ptaki z pary wysiadują je 13–16 dni. Młode opuszczają gniazdo po 14–15 dniach życia.

## Status
IUCN uznaje pokrzewkę złowrogą za gatunek najmniejszej troski (LC, Least Concern) nieprzerwanie od 1988 (stan w 2020). BirdLife International uznaje trend populacji za stabilny.